# ビビらせ邸
『ビビらせ邸』（TRICK HOUSE）は、テレビ朝日とABEMAで2021年4月27日から7月20日まで月1回放送されたバラエティ番組である。英題名と合わせた『ビビらせ邸〜TRICK HOUSE〜』とも表記される。番組側が示すジャンルは「心拍数サバイバルゲーム」。

## 概要
2021年1月5日23:15～24:05に特別番組『ビビらせ邸～TRICK HOUSE』を放送。この時にはプレイヤーだけではなく、スタジオ見届け人ゲストとしてハライチ澤部、進行役として弘中綾香がキャスティングされた。ドッキリ番組とリアリティーショーを合体させたような内容となっており、ある地方の豪邸に集められた7人が、様々なドッキリの仕掛けを前に、『心拍数を上げずに』生き残ることができるかどうかを競う。制限時間内までに生き残ることができれば後述のルールのもと賞金が贈呈される。
2021年4月27日からは『ネオバズ』枠の新レギュラー番組として開始。毎月第4火曜 0:20 - 1:20（月曜深夜）の月イチバラエティ番組として放送。レギュラー化にあたりスタジオ部分がなくなっている。

## ルール
- 参加者の腕には心拍センサーが装着。事前に平常時心拍数を計測しており、その数値を30上回る（平常時心拍数90の人であれば120）と「ビビった」とみなされアラームが鳴り、1ダメージがカウントされる（番組ではこのカウントをプレイヤーライフと呼称）[2]。
- 合計3ダメージ受けると失格、邸宅から即退場となる[4]。
- 仕掛けはお化けの登場や電気椅子、巨大風船など恐怖心をあおるものや、秘蔵写真の公開、大喜利、恥ずかしくなるセリフ読みなど緊張や羞恥心を煽るもの、男性に対してはお色気ネタ[5]など精神的に揺さぶりをかける仕掛けもある。また、モニターを通して定期的に指令（誰かが指定された部屋に行くなど）が下され、適宜遂行しなければならない。
- ただし、7人の中に1人だけ、すべての仕掛けを知る「オオカミ」が仕込まれている。内容によっては、一部仕掛けのスイッチは「オオカミ」自身が操作する。また、電気椅子などの全員同時に発動する仕掛けの場合、「オオカミ」だけは仕掛けが発動せず、あたかも喰らったような演技を行う。
- 第1～3回ではオオカミは事前に全ての内容を知っているため心拍数は上がりにくいが、他のプレイヤー同様にダメージも受け、最悪の場合、自爆で退場する可能性もある。
- 第4回以降ではオオカミが装着している心拍センサーは偽物であり、オオカミのポケットなどに隠し持ったボタンを自ら押すことにより、好きなタイミングでダメージを受けることが可能になったため、自爆による退場の可能性が無くなった。
- 一定時間が過ぎた中間地点では投票タイムがあり、参加者はオオカミだと思う参加者の名前を紙に書き匿名で投票する。最多得票者はプレイヤーライフに関わらず退場となる。この際、各参加者の票数はそれぞれ公表されるが、誰が誰に投票したかは基本的には視聴者には一切明かされない。第1回では退場した人物の正体は明かされず、そのままゲーム続行となる。ネオバズ版（第2回～）では脱落者の正体がその場で公表され、オオカミだった場合はその時点で参加者の勝利となり、生き残ったメンバーに賞金が贈呈される。
  - 第1回では1人生存→1万円、2人生存→10万円、3人生存→30万円、4人生存→60万円、5人生存（パーフェクト）→100万円。ネオバズ版（第2回～）では1人生存→1万円、2人生存→5万円、3人生存→10万円、4人生存→30万円、5人生存→60万円、6人生存（パーフェクト）→100万円。
- 制限時間に到達した最後にも投票タイムがあり、中間投票と同様に匿名で投票する。第1～3回では「オオカミはいない」と思った場合、第1回ではプレイヤーの判断で「全員オオカミでなければ隣の人に投票し最多得票を回避する」、第2､3回では「全員オオカミでなければ白票を投じる」という形で行われた。第4回以降ではオオカミが自爆するリスクが無くなったことにより、必ず誰かがオオカミであるため、中間投票と同様にオオカミだと思う参加者の名前を紙に書き投票する。投票による退場者が出た後オオカミがいなかった場合、生き残ったメンバーの勝利となり賞金獲得。オオカミがいた場合はオオカミの勝利となり賞金は全額没収される。

## スタッフ
- ナレーター：山崎弘喜
- 構成：樅野太紀、北健一郎、清水綾一、安齋友朗、水野英昭
- TM：宮内大翼
- TD/StW：若月潤都
- VE：木村朋宏
- OUD：五十嵐暢之
- カメラ：藤井雄基
- 音声：安食愛美
- 照明：池谷祐介
- 美術：山本和記
- デザイン：飛田幸
- 美術進行：加藤靖也
- 大道具：松木友博
- 小道具：塚谷将朗
- 特効：釜田智志
- CG：小林宏嗣
- 選曲効果：小田切暁、山下洋樹
- 編成：泉良樹
- 宣伝：小木実愛
- 協力：テイクシステムズ、テレビ朝日クリエイト、KYORITZ、NAP、POLAR
- 製作協力：ドラゴンエンターテインメント
- AP：河本佳乃、宮崎浩子
- ディレクター：須田基之、べんべん
- チーフディレクター：竹原信太郎、川口達也
- プロデューサー：高橋伸之、石田直央
- ゼネラルプロデューサー：寺田伸也
- 製作著作：テレビ朝日、ABEMA